# Danh thiếp công việc

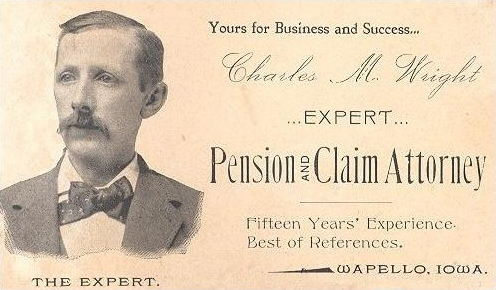
Danh thiếp của một luật sư, năm 1895

Danh thiếp công việc (tiếng Anh: Business card) còn gọi là Name Card, là một tấm thẻ nhỏ gọn, chứa thông tin liên lạc của cá nhân hoặc doanh nghiệp. Nó thường được trao đổi trong các buổi gặp gỡ kinh doanh hoặc các sự kiện xã hội. Thông tin trên danh thiếp thường bao gồm tên, chức danh, công ty, địa chỉ, số điện thoại, email và website. Ngày nay, danh thiếp có thể bao gồm cả các nền tảng mạng xã hội như Facebook, LinkedIn và Twitter.
Trước đại dịch COVID-19, ước tính khoảng 7 tỷ danh thiếp được in trên toàn thế giới mỗi năm. Tuy nhiên, đại dịch đã khiến doanh số bán danh thiếp giảm mạnh. Đến giữa năm 2021, doanh số bán danh thiếp đã bắt đầu phục hồi, cho thấy nhu cầu sử dụng danh thiếp vẫn còn quan trọng trong thời đại kỹ thuật số.